# 卵叶溲疏
卵叶溲疏（学名：Deutzia hookeriana var. ovatifolia）为虎耳草科溲疏属下的一个变种。

## 扩展阅读
- 維基物種上的相關：卵叶溲疏